# Deneb

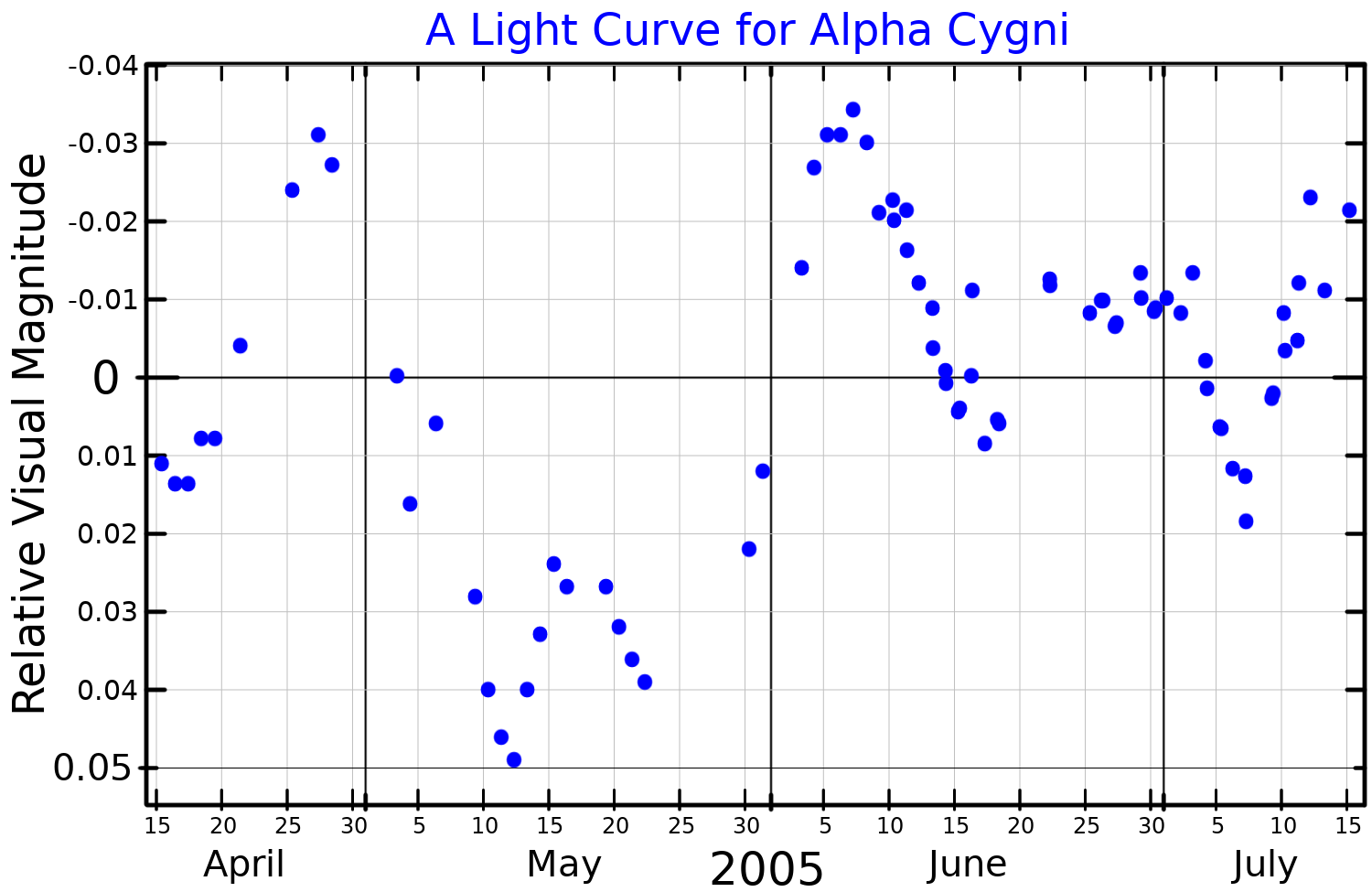
Lichtkromme van Deneb

Deneb (alpha Cygni) is de helderste ster in het sterrenbeeld Zwaan (Cygnus) en is een van de drie sterren van de zomerdriehoek.
De ster staat ook bekend als Deneb Cygni (d.i. Staart van de Zwaan), Deneb el Adige, Arided, Aridif, Gallina en Arrioph.
Deneb is een van de heldere sterren van de hemel met een afstand van ongeveer 1400 lichtjaar. Het is een ster die iets roder is dan een blauwe superreus.